# Preludio e fuga, BWV 846
Il Preludio e Fuga in do maggiore BWV 846, è una composizione per tastiera scritta da Johann Sebastian Bach nel 1722.
Si tratta del primo preludio e fuga del primo libro de Il clavicembalo ben temperato (titolo originale in tedesco: Das wohltemperierte Clavier, oder Praeludia, und Fugen durch alle Tone und Semitonia...), una raccolta di 48 preludi e fughe del compositore. Il lavoro è il più famoso dell'intera raccolta, reso tale dall'intervento di Charles Gounod, il quale pensò la melodia della sua celebre Ave Maria sovrapposta al Preludio No. 1, nella versione modificata da Christian F. G. Schwencke (con l'aggiunta di una battuta tra la 22 e la 23).

## Analisi

### Preludio
Il preludio, uno dei più famosi dello stesso Bach, è lungo 35 battute e presenta la singolarità di essere una composizione senza melodia, o meglio una melodia di accordi arpeggiati. Il pezzo può anche essere stato pensato per clavicordo al quale si adatta molto bene. La composizione è caratterizzata da un andamento maestoso e solenne ma allo stesso tempo da sonorità molto dolci e pacate.
Armonicamente il pezzo continua con differenti varianti armoniche e numerosi cambi di tonalità. Il preludio termina con un solo accordo di do maggiore.

### Fuga
La prima fuga del Clavicembalo ben temperato presenta un numero di entrate del soggetto, ventiquattro, che sembra alludere alle ventiquattro tonalità che l'opera intende esplorare. Inoltre, le note che compongono il soggetto sono quattordici. Particolarità di questa fuga è la continua formazione di stretti fra le voci, ossia una voce inizia a cantare il soggetto prima che un'altra l'abbia terminato. Anche qui il pezzo è soggetto a cambi di tonalità per poi concludere nella tonalità d'impianto.